# 2019年茅利塔尼亞總統選舉
2019年茅利塔尼亞總統選舉在6月22日於茅利塔尼亞舉行。若無候選人取得過半票數，則在7月6日舉行第二輪投票。最終共和聯盟的穆罕默德·乌尔德·加祖瓦尼在首輪投票中取得52%選票，宣告當選。第二輪投票毋須舉行。
由於現任總統穆罕默德·乌尔德·阿卜杜勒-阿齐兹並沒有參選，因此此乃茅利塔尼亞在1960年從法國獨立後，第一次和平地交接政府權力，之前數位總統都是以政變奪權。

## 候選人
- 穆罕默德·乌尔德·加祖瓦尼：共和聯盟（英语：Union for the Republic (Mauritania)）
- 西迪·穆罕默德·乌尔德·布巴卡尔：民主與復興共和黨（英语：Republican Party for Democracy and Renewal）、獲全國改革與發展集會（英语：National Rally for Reform and Development）支持
- 毕拉姆·达赫·阿贝德（英语：Biram Dah Abeid）：無黨籍
- 穆罕默德·乌尔德·穆卢德：民主力量集會（英语：Rally of Democratic Forces）
- 卡内·哈米杜·巴巴：無黨籍、獲共同生活聯盟（Vivre Ensemble coalition）支持
- 穆罕默德·拉明·艾姆他奇·瓦菲：無黨籍

## 結果
選舉後反对党拒绝承认投票结果，并声称选举过程已被操控，已经失去了其公正性。毕拉姆·达赫·阿贝德向宪法委员会提出了针对结果的官方诉讼。
反对派要求释放23日在与警察发生冲突时被捕的数十名支持者。与此同时，内政部呼吁保持克制，并警告未经批准集会將有后果。
| 候選人                               | 候選人                        | 政黨               | 得票      | %      |
| ------------------------------------ | ----------------------------- | ------------------ | --------- | ------ |
|                                      | 穆罕默德·乌尔德·加祖瓦尼      | 共和聯盟           | 483,312   | 52.01  |
|                                      | 毕拉姆·达赫·阿贝德            | 無黨籍             | 172,656   | 18.58  |
|                                      | 西迪·穆罕默德·乌尔德·布巴卡尔 | 全國改革與發展集會 | 166,058   | 17.87  |
|                                      | 卡内·哈米杜·巴巴              | 共同生活聯盟       | 80,916    | 8.71   |
|                                      | 穆罕默德·乌尔德·穆卢德        | 民主力量集會       | 22,695    | 2.44   |
|                                      | 穆罕默德·拉明·艾姆他奇·瓦菲   | 無黨籍             | 3,676     | 0.40   |
| 有效票                               | 有效票                        | 有效票             | 929,310   | 96.04  |
| 無效票／白票                         | 無效票／白票                  | 無效票／白票       | 38,284    | 3.96   |
| 總和                                 | 總和                          | 總和               | 967,594   | 100.00 |
| 已登記選民／投票率                   | 已登記選民／投票率            | 已登記選民／投票率 | 1,544,132 | 62.66  |
| 資料來源：CENI（页面存档备份，存于） |                               |                    |           |        |